# Mennonites de Russie
Les mennonites de Russie ou mennonites russes (allemand : Russlandmennoniten [lit. Les « mennonites de Russie », c'est-à-dire les mennonites de ou provenant de l'Empire russe], parfois les mennonites ukrainiens,,), sont un groupe de mennonites descendants d'anabaptistes néerlandais et du nord de l'Allemagne installés dans le delta de la Vistule, en Prusse occidentale, pendant environ 250 ans et ayant établi par la suite des colonies dans l'Empire russe (Ukraine actuelle, la région russe de la Volga, gouvernement d'Orenbourg et Sibérie occidentale) à partir de 1789. Depuis la fin du XIXe siècle, nombre d’entre eux ont émigré vers des pays répartis dans tout l’hémisphère occidental. Ceux qui sont resté en Russie ont été déplacés de force, de sorte que très peu de leurs descendants vivent actuellement dans les emplacements des colonies d’origine. Les mennonites russes sont traditionnellement multilingues mais le plautdietsch (bas allemand mennonite) est leur langue maternelle ainsi que leur lingua franca. En 2014, il y avait plusieurs centaines de milliers de mennonites de Russie : environ 200 000 vivent en Allemagne, 74 122 au Mexique, 150 000 en Bolivie, 40 000 au Paraguay, 10 000 au Belize, des dizaines de milliers d'entre eux vivent au Canada et aux États-Unis, et quelques milliers vivent en Argentine, en Uruguay ainsi qu'au Brésil.
Le terme « mennonite russe » fait référence au pays dans lequel ils résidaient avant leur immigration vers les Amériques plutôt qu'à leur héritage ethnique. Le terme « mennonites du bas allemand » est également utilisé afin d'éviter cette confusion.

## Histoire

### Origines dans le delta de la Vistule

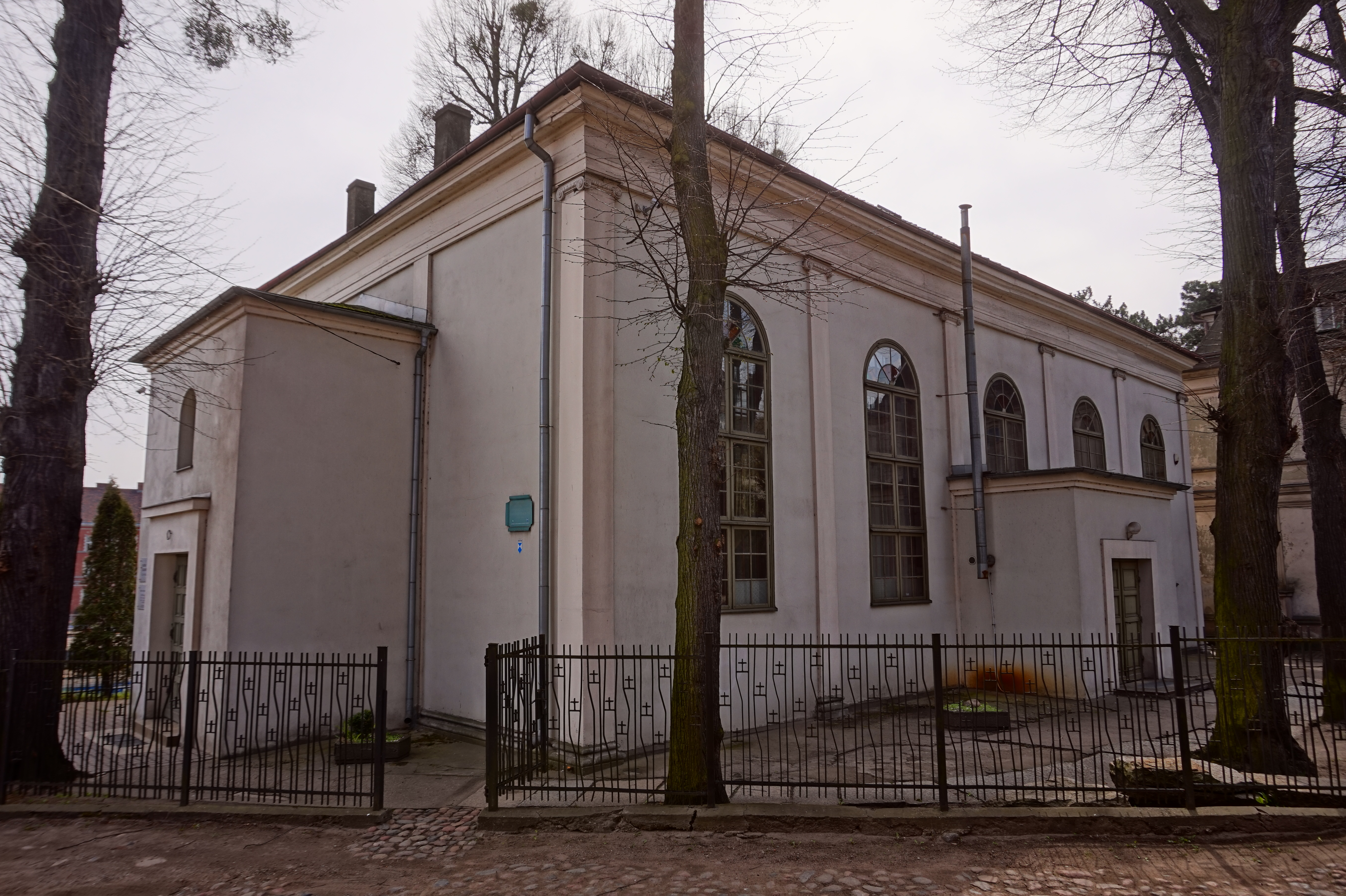
Ancienne église mennonite de Gdańsk, Pologne

Du début au milieu du XVIe siècle, les mennonites ont commencé à fuir vers la région du delta de la Vistule, dans le royaume de Pologne, afin d'éviter les persécutions dans les Pays-Bas, notamment en Frise et en Flandre, en quête de liberté religieuse et d'exemption du service militaire. Ils ont progressivement remplacé leurs langues néerlandaise et frisonne par le bas allemand parlé dans la région, y introduisant des éléments de leurs langues maternelles pour créer un dialecte distinct connu sous le nom de Plautdietsch. Aujourd'hui, le plautdietsch est la langue mennonite distincte qui s'est développée sur une période de 300 ans dans la région du delta de la Vistule et dans le sud de l'empire Russe. Aux mennonites d'origine néerlandaise ce sont adjoints des mennonites d'autres régions d'Europe, y compris les parties germanophones de la Confédération suisse.
En 1772, la majeure partie du delta de la Vistule fut annexée par le royaume de Prusse lors du premier partage de la Pologne. Frédéric-Guillaume II de Prusse monta sur le trône en 1786 et imposa de lourdes taxes aux mennonites en échange d'une exemption militaire continue. Le reste du delta de la Vistule fut annexé par la Prusse lors du deuxième partage de la Pologne en 1793.

### Émigration vers la Russie
Catherine la Grande de Russie publia un manifeste en 1763 invitant tous les Européens à venir s'installer sur diverses parcelles de terre sur le territoire de la Nouvelle-Russie (aujourd'hui une partie du sud de l'Ukraine), mais aussi et plus particulièrement dans la région de la Volga. Les mennonites de la région du delta de la Vistule envoyèrent des délégués pour négocier une extension de ce manifeste et, en 1789, le prince héritier Paul signa un nouvel accord avec eux. La migration mennonite vers la Russie depuis le delta de la Vistule annexé par la Prusse a été dirigée par Jacob Hoeppner et Johann Bartsch. Leur territoire d'implantation, au nord-ouest de la mer d'Azov, venait d'être cédé par l'Empire ottoman à la suite de la guerre russo-turque de 1768-1774. De nombreux mennonites de Prusse acceptèrent cette invitation et fondèrent Chortitza sur le fleuve Dniepr comme première colonie en 1789. Une deuxième colonie plus grande, Molotschna, fut fondée en 1804.
Les mennonites vécurent aux côtés des Nogaïs – des pasteurs semi-nomades – dans la région de Molotschna à partir de 1803, date de leur arrivée dans cette région, jusqu’en 1860, lorsque les Tatars de Nogaï sont partis. Les mennonites fournissaient des emplois agricoles aux Nogaïs et ceux-ci leur louèrent des terres de pâturages. Les raids des Nogaïs sur les troupeaux mennonites constituèrent un problème persistant au cours des deux premières décennies de colonisation.
Deux colonies mennonites sur la Vistule près de Varsovie, Kazuń Nowy et Nowe Wymyśle, passèrent sous contrôle russe après l'annexion de la Mazovie par la Russie lors du congrès de Vienne (1815). La colonie de Molotschna accueillit certaines de ces familles après sa création. Deutsch-Michalin près de Machnovka est fondée en 1787. De nombreuses familles de cette colonie déménagèrent vers la Volhynie voisine en 1802. Des mennonites suisses d'origine amish de Galicie (Europe de l'Est) s'installèrent près de Doubno, dans la province de Volhynie, en 1815. D'autres mennonites galiciens vécurent près de Lviv.
Lorsque le gouvernement de Prusse supprima l'exemption du service militaire pour des raisons religieuses, la plupart des mennonites restants étaient impatients d'émigrer en Russie. Celle-ci offrit des terres le long de la Volga, dans le gouvernement de Samara, et une exemption du service militaire pendant vingt ans, après quoi ils leur fallait payer une taxe spéciale d'exonération. Deux colonies, Trakt et Alt-Samara (pour la distinguer de la colonie de Neu Samara), sont fondées respectivement en 1853 et 1861.
En 1870, environ 9 000 personnes avaient immigré en Russie, principalement dans les colonies de Chortitza et Molotschna lesquelles, avec la croissance de leur population, comptaient environ 45 000 personnes. Quarante colonies filles furent progressivement établies jusqu'en 1914, occupant près de 12 000 km2, avec une population totale de 100 000 habitants.

#### La vie en Russie

##### Économie
Les colons formaient des villages de quinze à trente familles, chacune possédant 70 ha (175 acres) de terres. Les colonies conservaient des terres communales et un grenier commun à l'usage des pauvres pendant les années de soudure. Les revenus de la propriété communale permettaient de financer de grands projets, tels que la formation de nouvelles colonies au profit de la population croissante. L'assurance était également organisée séparément et hors du contrôle du gouvernement russe.
Au départ, les colons élevaient du bétail, des moutons et des cultures générales pour subvenir aux besoins de leur foyer. Les steppes arides étaient beaucoup plus sèches que leur pays natal, le delta de la Vistule, et il leur fallut des années pour mettre au point de bonnes pratiques agricoles sur les terres arides. Ils cultivaient des mûres pour l'industrie de la soie, produisaient du miel, du lin et du tabac et commercialisaient des fruits et légumes pour les marchés urbains. Dans les années 1830, le blé devint la culture dominante.
L'expansion démographique et la pression qui en découle pour davantage de terres agricoles sont devenues un problème vers 1860. Les termes de l'accord de règlement empêchaient la division des fermes; ils devaient passer intacts d’une génération à l’autre. L’agriculture étant la principale activité économique, une classe croissante de pauvres mécontents et sans terre est apparue. Leurs problèmes avaient tendance à être ignorés par l’assemblée du village, composée de propriétaires fonciers votants. Au début des années 1860, le problème devint si aigu que les sans-terre organisèrent un parti qui demanda une aide au gouvernement russe. Une combinaison de facteurs permis de soulager leur situation. Le gouvernement russe autorisa alors la division des fermes en deux ou en quatre et ordonna la libération des terres communales du village. Les colonies elles-mêmes achetèrent des terres et formèrent des colonies filles sur la frontière orientale s'étendant jusqu'en Sibérie et au Turkestan. Ces nouvelles colonies comprenaient Bergtal, la colonie de Neu Samara et les colonies mennonites de l'Altaï.
À mesure que la culture du blé se développait, la demande de moulins et de matériel agricole augmentait. La première grande fonderie fut créée à Chortitza en 1860 et d'autres entreprises suivirent. En 1911, les huit plus grandes usines mennonites produisaient 6 % de la production totale russe (plus de 3 millions de roubles), expédiaient des machines dans toutes les régions de l’empire et employaient 1 744 ouvriers. La production annuelle de Lepp et Wallman de Schönwiese était de 50 000 faucheuses, 3 000 batteuses, des milliers de charrues combinées et d'autres équipements agricoles. Les moulins à farine et à aliments d'élevage fonctionnaient à l'énergie éolienne, une compétence importée de Prusse. Ces moulins ont été progressivement remplacés par des moulins à moteur ou à vapeur. La meunerie et les industries qui la soutiennent se sont développées au point de dominer le tissu industriel des colonies et des communautés voisines.

##### Gouvernement local
Les colonies mennonites étaient autonomes avec peu d’interventions des autorités russes. Le village, unité de base du gouvernement, était dirigé par un magistrat élu qui supervisait les affaires du village. Chaque village contrôlait sa propre école et ses routes et prenait soin des pauvres. Les propriétaires fonciers masculins décidaient des affaires locales lors des assemblées de village.
Les villages étaient regroupés en districts. Tous les villages de Chortitza formaient un seul district ; Molotschna était divisée en deux districts : Halbstadt et Gnadenfeld. Un surintendant de district dirigeait un bureau régional qui pouvait administrer les châtiments corporels et s'occuper d'autres questions affectant les villages en commun. L'assurance et la protection contre les incendies étaient gérées au niveau régional, ainsi que du contrôle des délinquants et d'autres problèmes sociaux. Les colonies mennonites fonctionnaient comme un État démocratique, jouissant de libertés supérieures à celles des paysans russes ordinaires.
En plus des écoles de village, les colonies mennonites ont créé leurs propres hôpitaux, un hôpital psychiatrique et une école pour sourds. Ils s'occupaient des orphelins et des personnes âgées et proposaient un programme d'assurance. En étant largement autonomes pour leurs affaires locales, ils ont pu minimiser leur charge et leurs contacts avec le gouvernement russe.
Les mennonites sont restés à l’écart de la politique russe et des mouvements sociaux qui ont précédé la révolution russe. Après la révolution russe de 1905, ils exercent leur droit de vote. La plupart se sont rangés derrière le parti octobriste en raison de sa garantie des libertés religieuses et de liberté de la presse pour les groupes minoritaires. Hermann Bergmann était membre octobriste des Troisième et Quatrième Doumas d'État ; Peter Schröder, membre du parti constitutionnel démocrate de Crimée, était membre de la quatrième Douma.

##### Éducation
À une époque où l'enseignement obligatoire était inconnu en Europe, les colonies mennonites formaient une école primaire dans chaque village. Les étudiants y acquièrent des compétences pratiques telles que la lecture et l’écriture de l’allemand ainsi que des notions d'arithmétique. La religion était comprise dans l'enseignement, tout comme le chant dans de nombreuses écoles. L'enseignant était généralement un artisan ou un éleveur, sans formation pédagogique, qui adaptait le temps de cours à son métier.
En 1820, la colonie Molotschna ouvrit une école secondaire à Ohrloff, faisant venir de Prusse un professeur confirmé. L'École centrale fut fondée à Chortitza en 1842. Plus de trois mille élèves fréquentaient l'école centrale et jusqu'à 8 % des colons recevaient un enseignement secondaire. Une école de commerce est créée à Halbstadt, employant un corps professoral ayant une formation supérieure complète. Ceux qui souhaitaient poursuivre des études post-secondaires fréquentaient des universités en Suisse, en Allemagne ou en Russie.

##### Vie religieuse
Généralement, chaque village ou groupe de villages formait une congrégation indépendante. Les différences culturelles et traditionnelles entre les mennonites frisons et flamands se reflétaient également dans celles de leurs églises. Ils étaient tous d'accord sur les lois mennonites fondamentales telles que le baptême du croyant, la non-résistance et le refus des serments. Les pasteurs des congrégations flamandes lisent des sermons tirés d'un livre assis à une table. Les pasteurs frisons se lèvent durant le prêche.
Les pasteurs n'étaient pas formés et étaient choisis au sein de la congrégation. Les pasteurs non rémunérés étaient sélectionnés parmi les membres les plus riches – de grands propriétaires fonciers, parfois des enseignants –, ce qui leur permettait de gagner leur vie tout en servant la congrégation. L'effet combiné du respect de leur position et de leur richesse matérielle leur conférait une influence considérable sur la communauté.
La sanction disciplinaire de l'Église était exercée sous forme d'excommunication contre ceux qui avaient commis des fautes graves ou des péchés et refusaient de se repentir et de demander pardon. Les congrégations les plus conservatrices pratiquaient « l'évitement », ce qui impliquait de rompre toutes les affaires et la plupart des liens sociaux avec un membre impénitent, mais les membres avaient toujours l'obligation d'aider la personne bannie si elle était dans un grave besoin. Parce que faire partie d’une congrégation mennonite était nécessaire pour bénéficier des avantages spéciaux que le gouvernement russe accordait aux colons, l’excommunication avait des implications plus larges. Cette situation fut atténuée par les diverses factions internes, qui permettaient à une personne exclue d'une congrégation d'en rejoindre une autre.

### Première vague d'émigration
Alors que le nationalisme grandissait en Europe centrale, le gouvernement russe ne pouvait plus justifier le statut spécial de ses colons germanophones. En 1870, ils annoncèrent un plan de russification qui mettrait fin à tous les privilèges spéciaux d'ici 1880. Les mennonites étaient particulièrement inquiets de la possibilité de perdre leur exemption du service militaire et leur droit d'utiliser la langue allemande pour leurs écoles, qu'ils croyaient nécessaire au maintien de leur vie culturelle et religieuse.
Des délégués furent envoyés à Saint-Pétersbourg en 1871 pour rencontrer le tsar et chercher des recours sur des bases religieuses. Ils rencontrèrent de hauts fonctionnaires, mais ne parvinrent pas à présenter leur pétition au tsar. Une tentative similaire échoua également l'année suivante, mais le frère du tsar, le grand-duc Constantin, leur assura que la nouvelle loi fournirait un moyen de répondre aux préoccupations des mennonites sous la forme d'un service militaire non combattant.
Les mennonites les plus consciencieux ne pouvaient accepter aucune forme de service permettant de faire la guerre, ce qui incita leur communauté et ses dirigeants à rechercher des voies d'immigration. En 1873, une délégation de douze personnes explora l’Amérique du Nord à la recherche de grandes étendues de terres fertiles à cultiver. Ce groupe fut composé de Leonhard Sudermann et Jacob Buller de la congrégation d'Alexanderwohl, représentant la colonie de Molotschna ; Tobias Unruh des colonies de Volhynie ; Andreas Schrag des communautés suisses de Volhynie ; Heinrich Wiebe, Jacob Peters et Cornelius Buhr de la colonie de Bergthal ; William Ewert de Prusse occidentale ; Cornelius Toews et David Klassen de la Kleine Gemeinde et Paul et Lorenz Tschetter représentant les Huttérites. Cette délégation est revenue avec des rapports positifs faisant état de bonnes terres disponibles au Manitoba, au Minnesota, au Dakota du Sud, au Nebraska et au Kansas.
Les groupes les plus conservateurs, ceux de Kleine Gemeinde, Bergthal et Chortitza, choisissent le Canada, qui promet des privilèges égaux à ceux précédemment accordés en Russie et une vaste étendue de terre pour rétablir des colonies au Manitoba (Réserve de l'Est et Réserve de l'Ouest). Les groupes les plus libéraux – ceux de Molotschna – et les huttériens préfèrent émigrer aux États-Unis. Des communautés entières comme Alexanderwohl et Bergtal se sont préparées à déménager en bloc, ainsi que de nombreuses familles individuelles parmi les autres villages mennonites. Ils vendirent leur propriété, souvent à prix réduit, et surmontèrent les formalités administratives et les frais élevés liés à l'obtention de passeports.
Réalisant qu'environ 40 000 des agriculteurs russes les plus industrieux se préparaient à partir pour l'Amérique du Nord, le gouvernement russe envoya Édouard Totleben dans les colonies en mai 1874. En rencontrant les dirigeants de la communauté mennonite, il exagéra les difficultés qui seraient rencontrées en Amérique du Nord et proposa un service national alternatif qui ne serait en aucun cas lié aux structures militaires. Son intervention parvient à convaincre les mennonites les plus libéraux de rester.
Entre 1874 et 1880, sur les quelque 45 000 mennonites du sud de la Russie, 10 000 sont partis pour les États-Unis et 8 000 pour le Manitoba. L'installation des mennonites, principalement dans le centre des États-Unis, où les terres cultivées disponibles présentaient des similitudes avec celles de la péninsule de Crimée, coïncida avec l'achèvement du chemin de fer transcontinental en 1869[réf. nécessaire]. D'autres se sont orientés vers l'est, et dans l'un des chapitres les plus étranges de l'histoire mennonite, Claas Epp, Jr., Abraham Peters et d'autres dirigeants conduisent des centaines de mennonites en Asie centrale dans les années 1880, où ils attendaient le retour imminent du Christ. Ils se sont installés dans la vallée du Talas au Turkestan et dans le khanat de Khiva. Pour ceux qui restèrent en Russie, la question du service militaire fut résolue en 1880 avec un programme de remplacement de quatre ans de service forestier pour les hommes en âge de servir.

### Première Guerre mondiale
Durant la période de la « Grande Guerre », les mennonites de Russie étaient très avancés socialement et économiquement. De nombreuses grandes propriétés agricoles et entités commerciales étaient contrôlées par des intérêts mennonites. Ils avaient une réputation d'efficacité et de qualité exceptionnelles et étaient réputés dans toute la Russie pour leurs capacités agricoles et organisationnelles. Le précédent du service national non résistant avait été établi des années auparavant et les mennonites disposaient donc d'un système pour traiter les demandes de service militaire au début de la guerre. Pendant la Première Guerre mondiale, 5 000 hommes mennonites sont engagés dans des unités forestières et hospitalières et transportent les blessés du champ de bataille vers les hôpitaux de Moscou et d'Ekaterinoslav. Les congrégations mennonites étaient responsables du financement de ces formes de service alternatif, ainsi que du soutien aux familles de soldats pendant leur absence, soit une charge de 3,5 millions de roubles par an. Pendant cette période, l'autonomie des colonies mennonites s'est progressivement effondrée et les pressions sociales et financières commencèrent à exercer leurs effets sur le peuple mennonite et ses institutions. Les propriétés et les biens ont commencé à être confisqués pour l'effort de guerre et certains complexes industriels se sont tournés vers la production militaire (certains volontairement). Une grande partie de l'espoir mennonite de l'époque reposait sur le maintien du gouvernement provisoire russe existant. Cependant, à mesure que la guerre progressait, la marée sociale se retourna contre la structure de pouvoir existante et la Russie entama une marche vers le désordre structurel.
Le chaos qui suivi l’effondrement du gouvernement provisoire russe a été dévastateur pour une grande partie de l’Ukraine, y compris les colonies mennonites. Les armées rouge et blanche se sont déplacées dans la région, confisquant la nourriture et le bétail. L'armée anarchiste de Nestor Makhno ciblait généralement les mennonites parce qu'ils étaient considérés comme des « koulaks » et une entité généralement plus avancée et plus riche que les paysans ukrainiens environnants. L’origine germanique des mennonites contribua également à attiser les sentiments hostiles pendant la période de la révolution. Selon certaines rumeurs, Makhno lui-même aurait servi dans un domaine mennonite dans son enfance et nourrissait des ressentiments en raison du traitement qu'il aurait reçu alors qu'il y était employé. Des centaines de mennonites ont été assassinés, volés, emprisonnés et/ou violés pendant cette période,, et des villages, dont (et autour) Chortitza, Zagradovka et Nikolaipol ont été endommagés et détruits. De nombreuses autres personnes sont mortes du typhus, du choléra et des maladies sexuellement transmissibles, propagées par l'armée anarchiste qui guerroyait à travers les colonies,,,.
Face à la tragédie qui se déroulait autour d'eux, certains mennonites pacifistes déclarés se sont tournés vers l'autodéfense et ont créé des unités de milice (Selbstschutz) pour repousser les forces hostiles avec l'aide de l'armée allemande. Bien que généralement considérées comme un échec d'engagement spirituel par de nombreuses personnes au sein de la communauté (actuellement et à l'époque), les forces ont d'abord obtenu un certain succès militaire en défendant les colonies et les familles mennonites tandis que les communautés tentaient de s'échapper et/ou de se réinstaller. Finalement, la milice d'autodéfense fut battue lorsque les anarchistes de Makhno se rallièrent à l'Armée rouge au début de 1919. Si la résistance contribua certainement à défendre les communautés mennonites contre les attaques initiales, elle a peut-être également servi à attiser certaines des atrocités qui ont suivi. Après cette période, de nombreux mennonites furent dépossédés et finalement leurs propriétés et autres biens furent nationalisés (collectivisation) par les autorités soviétiques,.
Les traumatismes vécus pendant la Première Guerre mondiale et la Révolution russe ont eu des conséquences durables sur les mennonites de Russie. Même si les mennonites qui avaient émigré en Amérique du Nord rencontrèrent beaucoup moins de violence et bénéficièrent du privilège de la propriété foncière, nombre d’entre eux ont tout de même montré des niveaux très élevés de détresse psychologique. En Amérique du Nord, de la première à la troisième génération, les Mennonites présentaient des niveaux élevés de dépression, d’hystérie, de psychasthénie, de troubles de stress post-traumatique, de force de l’ego, d’anxiété, de répression et d’hostilité excessivement contrôlée,.

### Famine
Les mennonites de Molotschna envoyèrent une commission en Amérique du Nord à l'été 1920 pour alerter les mennonites américains des conditions désastreuses de l'Ukraine déchirée par la guerre. Leur sort incita à l'union des diverses branches mennonites pour former le Comité central mennonite dans le but de coordonner l'aide.
La nouvelle organisation prévoyait de fournir une aide à l'Ukraine via le travail de secours mennonite existant à Istanbul. Le groupe d'Istanbul, composé principalement de diplômés du Goshen College, donna trois volontaires lesquels, prenant de grands risques, entrent en Ukraine durant la guerre civile russe en cours. Ils arrivent dans le village mennonite de Halbstadt, dans la colonie de Molotschna, au moment même où le général Wrangel de l'Armée blanche se retirait. Deux des volontaires se retirent avec l'armée Wrangel, tandis que Clayton Kratz, qui resta à Halbstadt après l'invasion de l'Armée rouge, n'a jamais plus donné de nouvelles.
Un an s'est écoulé avant que le gouvernement soviétique n'autorise officiellement à effectuer des opérations de secours dans les villages d'Ukraine (voir Famine russe de 1921). Les cuisines populaires offrirent des rations à 25 000 personnes par jour sur une période de trois ans à partir de 1922, avec un pic de 40 000 portions en août de cette même année. Cinquante ensembles de tracteurs et de charrues Fordson sont envoyés dans les villages mennonites pour remplacer les chevaux volés et confisqués pendant la guerre. Le coût de cet effort de secours était de 1,2 $ million de l'époque.

### Deuxième vague d'émigration
À mesure que les conditions s’amélioraient, les mennonites portèrent leurs efforts vers l’émigration plutôt que sur leur survie. Même si la nouvelle politique économique semblait moins radicale que les réformes soviétiques précédentes, des milliers de mennonites ne voyaient aucun avenir sous le régime communiste. Après des années de négociations avec des gouvernements étrangers, des dispositions furent prises en accord avec Moscou pour émigrer vers le Canada, le Paraguay et l'Argentine. Parce que le Canada n’avait pas reconnu le gouvernement soviétique, Moscou ne voulait pas traiter directement avec lui. Les émigrants à destination du Canada étaient traités via Riga. Ceux qui ne pouvaient pas passer l’examen médical – généralement à cause du trachome – étaient autorisés à rester en Allemagne ou à Southampton en Angleterre jusqu’à ce qu’ils se rétablissent. Vers 1930, 21 000 mennonites étaient arrivés au Canada, la plupart grâce à un crédit accordé par la société de chemin de fer Canadien Pacifique. Un autre groupe se rendit au Paraguay où ils fondèrent les colonies de Fernheim et de Frise.
Un groupe de mennonites de l'ouest de la Sibérie qui se sont ensuite installés le long de l'Amour dans l'espoir déçu de meilleures conditions de vie, s'est enfui par le fleuve gelé jusqu'à Harbin, en Chine. Quelques centaines d’entre eux ont été autorisés à entrer en Californie et dans l’État de Washington. La majorité est restée réfugiée jusqu'à ce que l'Office international Nansen pour les réfugiés de la Société des Nations intervienne et organise la réinstallation au Paraguay et au Brésil en 1932.
Ceux qui sont restés dans leurs villages d'origine ont été exilés vers la Sibérie et d'autres régions isolées à l'est de l'Oural. De 1929 à 1940, un homme sur huit a été envoyé, généralement sous prétexte d’accusations politiques, vers des camps de travail dont rares sont ceux qui en sont revenus ou donné de leurs nouvelles.

### Collectivisation
Avec le début des réformes économiques et agricoles, les grands domaines et les terres communales des colonies mennonites furent confisqués. L’étape suivante consistait à réduire les fermes modèles de 60 %, puis encore de 50 % supplémentaires – une taille insuffisante pour subvenir aux besoins d’une famille. Les terres confisquées furent cédées à des paysans extérieurs aux communautés mennonites, souvent membres du parti communiste. Ces nouveaux villageois contrôlèrent bientôt le gouvernement local, confisquant davantage les terres et les droits de la majorité mennonite en qualifiant les propriétaires fonciers et les dirigeants de koulaks et en les envoyant en exil forcé. Le gouvernement imposa aux propriétaires fonciers restants des taxes tellement lourdes qu'ils ne pouvaient plus produire suffisamment pour remplir leurs obligations fiscales, ainsi leurs terres furent confisquées en guise de paiement. Au fur et à mesure que la collectivisation progressait, il y restait un certain espoir que les Mennonites puissent gérer leurs propres fermes collectives, mais avec l'introduction du premier plan quinquennal de Staline, il n'y avait plus aucun espoir qu'un tel projet soit autorisé. Pendant l’Holodomor en Ukraine, les populations germanophones furent activement persécutées, ce qui constituait une menace potentielle pour l’État, et les religions organisées interdites.
À partir de 1918, les libertés religieuses furent restreintes. Les églises et les congrégations devaient être enregistrées auprès du gouvernement. Les ministres n'avaient plus de statut légal et furent privés de leurs droits en tant que citoyens. Les curés ne pouvaient plus enseigner, ce qui était le gagne-pain de nombreux pasteurs mennonites. Ceux-ci ne pouvaient pas adhérer à des coopératives ou à des guildes artisanales. En raison de ces restrictions, les pasteurs étaient fortement incités à émigrer et rares étaient ceux qui étaient disposés à les remplacer. Les congrégations ne pouvaient plus accomplir aucune œuvre caritative, ce qui détruisait les institutions sociales fortement impliquées dans les colonies mennonites. Les villages perdirent le contrôle sur leurs écoles ; tout contenu religieux était interdit. Le dimanche fut aboli comme jour férié.
Pendant la Première Guerre mondiale, les Russes avaient autorisé les mennonites à servir dans l’armée à des fins autres que celles liées au combat. Cette pratique ne fut pas reconduite par les bolcheviques.
Après le retrait de la Russie de la Première Guerre mondiale, la guerre civile russe s’ensuivit, avec une victoire finale de l'armée rouge. Les mennonites russes, dont beaucoup étaient également connus comme faisant partie du million d'Allemands de la Volga vivant dans leurs propres communautés autonomes, furent approchés par les autorités soviétiques pour imposer de nouvelles normes et perspectives. L'éducation devait être contrôlée selon ces nouvelles directives par l'État, et les familles devaient éventuellement être séparées, les enfants étant envoyés dans diverses pensionnats, tandis que les parents devaient être répartis en fonction des besoins de l'État.
Ces directives furent décrites par un allemand de la Volga, le professeur Henri Wieler, qui assista à ces réunions d'État et relata les événements dans son journal détaillé, Tagabook, lequel est aujourd'hui partiellement traduit et disponible dans le livre The Quiet in the Land, publié par Henri Wieler.

### De la Seconde Guerre mondiale auXXIesiècle
En 1937 et 1938, le NKVD procéda à des purges à motivation ethnique contre les descendants allemands et les locuteurs de langue allemande, y compris les mennonites. Alors que Staline encouragea la coopération avec l’Église orthodoxe russe pendant la Seconde Guerre mondiale, les mennonites et les protestants étaient considérés comme plus menaçants. Les sentiments d'hostilité développés lors de la Première Guerre mondiale ont eu pour effet d’accroître les tensions avec les Ukrainiens de souche, et les mennonites ayant des membres de leur famille vivant à l'étranger furent ciblés lors de la Grande Purge[réf. nécessaire].
Ayant subi la persécution du régime stalinien, de nombreux mennonites en sont venus à s'identifier à Adolf Hitler, qui s'opposait à Staline et considérait les juifs comme les principaux responsables des crimes communistes[réf. nécessaire]. En tant que pacifistes au sein d'un régime de plus en plus militarisé sous Staline puis [après l'invasion de l'Ukraine et de certaines parties de la Russie par Hitler] les nazis, et en tant qu'« Allemands de la Volga » dont Hitler avait exploité les abus comme prétexte pour envahir l'URSS, les mennonites étaient soumis à des pressions particulières pour rejoindre les unités militaires allemandes. Les mennonites participèrent activement dans la gestion de la main-d'œuvre du camp de concentration de Stutthof, et certains, recrutés dans les unités SS, servant comme gardes dans les camps de concentration et parfois participant même à l'exécution de prisonniers. D'autres mennonites furent enrôlés de force dans les unités allemandes comme troupes de soutien et de choc et certains participèrent à des opérations menées contre les partisans. La majeure partie de l'histoire de cette période est rapportée sous forme anecdotique et basée sur des écrits personnels au sein des familles et des lettres envoyées des Goulags.
Peter Letkemann, de l'Université de Winnipeg, qualifie les victimes et les abus de cette période de « victimes de la terreur et de la répression en Union soviétique au cours de la période de 40 ans allant de 1917 à 1956 ». Cela recouperait quelque peu le phénomène des « Allemands sibériens » déportés vers cette région, qui ont entièrement perdu contact avec le courant mennonite majoritaire dans le monde.
Entre 1987 et 1993, environ 100 000 personnes d’origine mennonite ont émigré d’URSS vers l’Allemagne. Aujourd'hui, il existe en Ukraine trois communautés mennonites dans l'oblast de Zaporijjia et dans l'oblast de Kherson, ainsi qu'une communauté mennonite dans l'oblast de Ternopil.

### Amérique du Nord
Après 1870, environ 18 000 mennonites de Russie, craignant la conscription pour le service militaire et l'influence de l'État sur leur système éducatif, émigrent vers les États des Plaines des États-Unis et les provinces de l'Ouest du Canada (Manitoba, Saskatchewan, Alberta). Les plus libéraux se sont généralement dirigés vers les États-Unis, dont une majorité  s'est plus ou moins assimilée à la société dominante, progressivement, sur une période de plusieurs décennies.

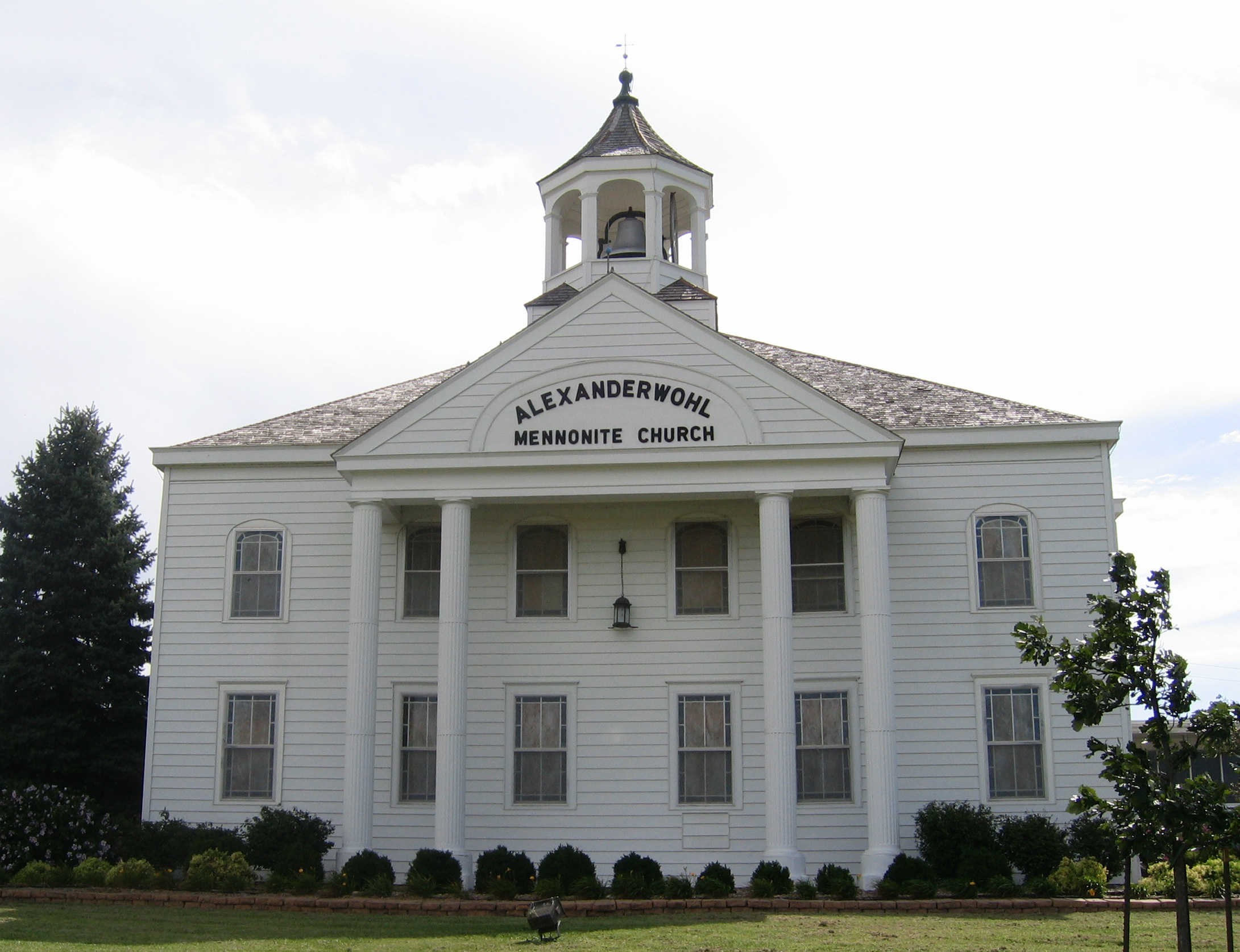
Église mennonite Alexanderwohl près de Goessel, Kansas

Les mennonites russes se sont installés dans une grande partie du centre-sud du Kansas, qui doit en grande partie sa réputation d'État producteur de blé à ses premiers colons mennonites. Le blé d'hiver a été introduit au Kansas en 1873. L'année suivante, les mennonites, qui avaient l'expérience de l'agriculture sur les terres arides en Russie, ont rapidement profité de ses caractéristiques, ce qui a entraîné une expansion rapide de l'industrie meunière dans l'État. Il est planté à l'automne et récolté en juin et juillet de l'été suivant et convient donc parfaitement aux hivers froids et aux étés chauds et secs du Kansas. Le Kansas reste à ce jour l’un des principaux producteurs de blé en Amérique.
L'ancienne colonie, plus conservatrice, les mennonites de Bergtal et la Kleine Gemeinde, se rendirent au Canada qui promettait des privilèges égaux à ceux précédemment accordés en Russie (pas de conscription pour le service militaire et les écoles privées de langue allemande) et une vaste étendue de terre divisée en deux « réserves ». Les Mennonites se sont installés principalement au Manitoba dans les régions à l'est et à l'ouest de la rivière Rouge, appelées Réserve Est et Réserve Ouest.
Ils ont apporté avec eux bon nombre de leurs institutions et pratiques, en particulier leur modèle d'établissement traditionnel qui signifiait qu'ils se sont installés dans de vastes zones exclusivement mennonites où ils ont formé des villages aux noms allemands tels que Blumenort, Steinbach et Grünthal.

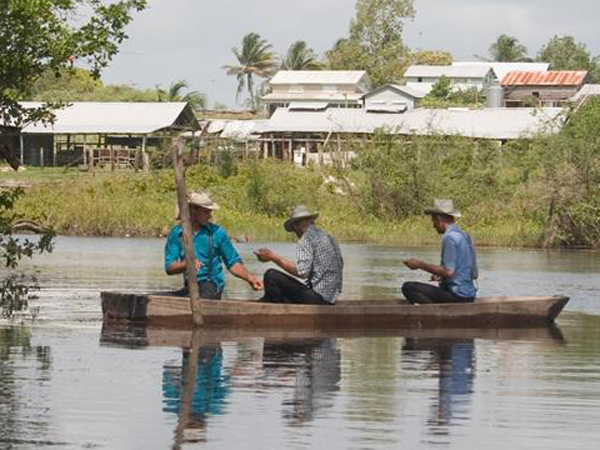
Mennonites sur New River, au Belize

La faction la plus conservatrice des mennonites du Manitoba décide de quitter le Canada après la Première Guerre mondiale et s'installe au Mexique principalement dans les années 1922-1927 et au Paraguay en 1927. Les principales raisons étaient la fréquentation obligatoire des écoles publiques et les sentiments anti-allemands dus à la guerre. Certains arrivants tardifs se sont rendus au Mexique en 1948,. Après le départ de la fraction la plus conservatrice pour le Mexique, la plupart des mennonites restés au Canada se sont rapidement assimilés à la société canadienne.
Les descendants des mennonites du Manitoba constituent aujourd'hui la majorité des mennonites conservateurs d'Amérique latine, soit plus de 200 000. Étant donné que bon nombre de ces mennonites du Canada détiennent toujours des passeports canadiens, il y a eu et il y a toujours un flux constant de retours vers le Canada alimentés par les taux de natalité élevés des mennonites conservateurs. Ces émigrants renforcent l'élément mennonite russe dans les églises mennonites canadiennes.
Avec les mennonites russes sont venues des congrégations distinctes auparavant inconnues en Amérique du Nord, comme la Fraternité Mennonite.
Une deuxième vague de mennonites russes est arrivée de Russie après les conflits sanglants qui ont suivi la révolution russe de 1917 et une troisième vague au lendemain de la Première Guerre mondiale,. Ces gens, ayant perdu tout ce qu'ils connaissaient, ont trouvé leur chemin vers des colonies en Alberta, au Saskatchewan, au Manitoba, en Colombie-Britannique et en Ontario et dans de nombreuses régions des États-Unis[réf. souhaitée]. Certains se sont joints aux groupes mennonites précédents, tandis que d'autres ont formé les leurs. David Toews, président fondateur du Conseil mennonite canadien de colonisation, était une figure clé négociant avec le gouvernement au nom de 20 000 immigrants mennonites à cette époque et servant de médiateur entre les différents groupes mennonites.

### Amérique latine

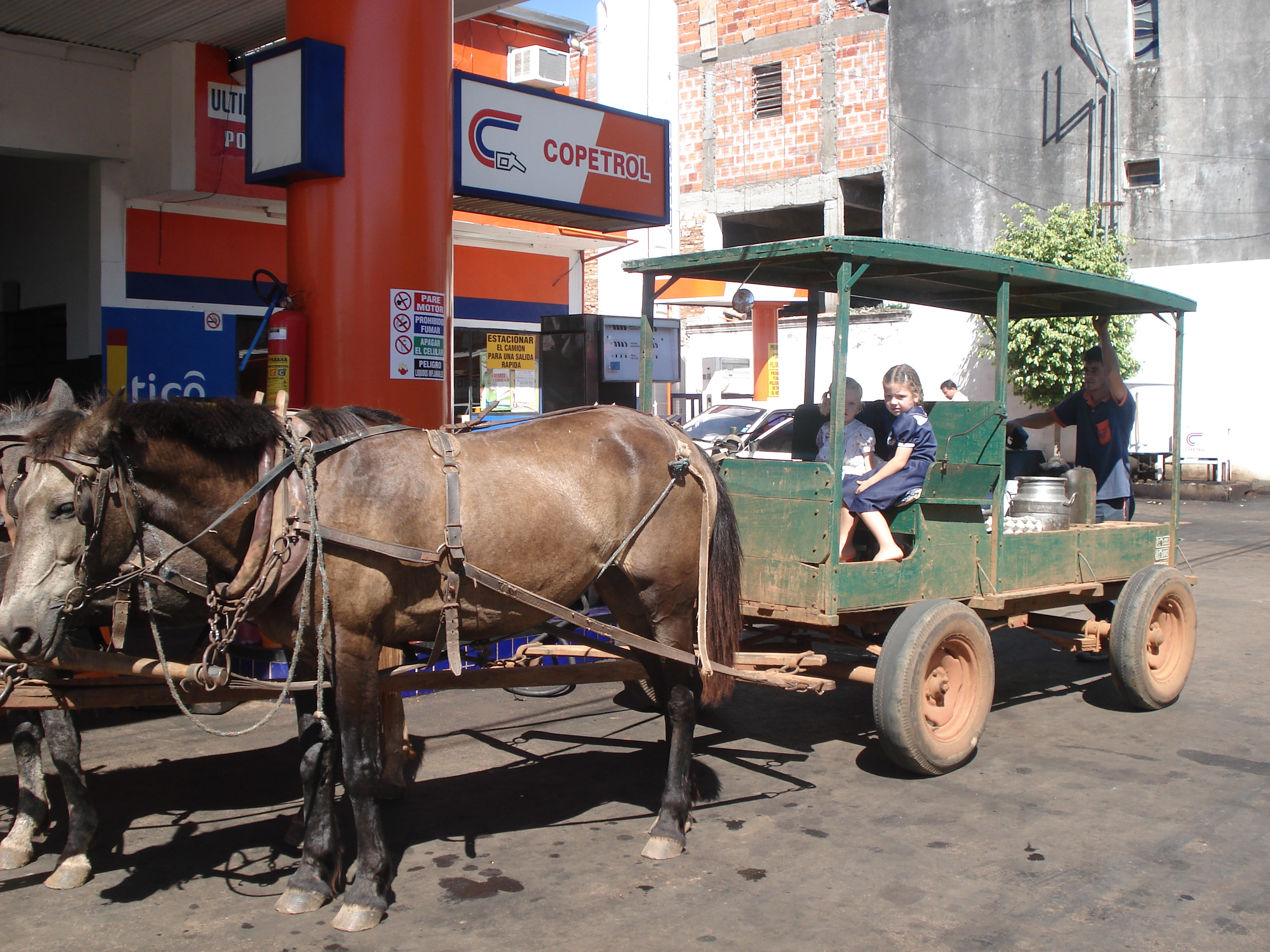
Enfants mennonites à San Ignacio, Paraguay

L'émigration du Canada vers le Mexique et le Paraguay dans les années 1920 était une réaction à l'introduction en 1917 d'un enseignement obligatoire laïc universel exigeant l'utilisation de la langue anglaise, que les mennonites les plus conservateurs considéraient comme une menace pour la base religieuse de leur communauté.
La première colonie d'un pays d'Amérique latine a été établie par des mennonites du Canada entre 1922 et 1925 au Mexique, dans l'État de Chihuahua, près de la ville de Cuauhtémoc. Le pays suivant était le Paraguay, où la colonie de Menno a été créée en 1927 par des mennonites du Canada, tandis que les colonies de Fernheim et de Frise ont été créées dans les années 1930 par des mennonites de l'Union soviétique qui fuyaient la famine (Holodomor), la persécution religieuse et la collectivisation sous Staline. Les colonies de Neuland et Volendam ont été fondées en 1947 par des mennonites qui ont fui l'Union soviétique vers la fin de la Seconde Guerre mondiale. Toutes les autres colonies mennonites d'Amérique latine ont été formées par des mennonites installés en Amérique du Nord depuis 1870, en partie via le Mexique et le Belize.
À partir de 1954, des mennonites conservateurs s'installent en Bolivie orientale, dans le département de Santa Cruz. La Bolivie devient rapidement le refuge des mennonites désireux de fuir les influences de la société moderne. En 2006, il y avait 41 colonies mennonites en Bolivie. Les mennonites de l'ancienne colonie se sont répartis du Mexique au Belize en 1959 et en Argentine en 1986.
- 74 122 au Mexique[4]
- 150 000 en Bolivie
- 40 000 au Paraguay
- 10 000 au Bélize
- 10 000 au Brésil
- 4 000 en Argentine
- 1 000 en Uruguay
- 900 au Pérou
- 500 en Colombie[59]

Selon certaines estimations, la population mennonite vivant au Mexique en 2017 aurait fortement diminué. L’aggravation de la pauvreté, les pénuries d’eau et la violence liée à la drogue dans le nord du Mexique ont poussé un grand nombre de mennonites vivant dans les États mexicains de Durango et de Chihuahua à s’installer à l’étranger ces dernières années, notamment au Canada et dans d’autres régions d’Amérique latine. Entre 2012 et 2017 seulement, on estime qu'au moins 30 000 mennonites mexicains ont émigré au Canada.
Peter P. Klassen était un éminent écrivain et historien des mennonites russes en Amérique latine, en particulier au Paraguay.

## Dénominations

### Église de Dieu en Christ, mennonite
L'Église de Dieu en Christ, mennonite, communément appelée Holdeman Mennonites d'après le fondateur de l'Église, est une dénomination théologiquement conservatrice en tenue simple fondée aux États-Unis mais composée principalement de descendants de mennonites russes, dont de nombreux anciens membres de Kleine Gemeinde. En 2013, l'Église comptait 24 400 membres baptisés.

### Conférence Générale
Le corps principal des mennonites a continué à être organisé en congrégation jusqu'en 1882, date à laquelle la Conférence générale des congrégations mennonites de Russie a été créée. La coopération entre les congrégations mennonites de tout l'empire devint nécessaire pour répondre à des intérêts communs, tels que la publication d'un cantique, l'adoption d'une confession de foi, la préservation de la langue allemande, l'éducation et la gestion du service forestier, une alternative au service militaire. La conférence a adopté la devise Unité dans l'essentiel, tolérance dans le non-essentiel, modération en toutes choses.
Le programme de russification de Stolypine exigeait que la conférence publie ses actes en russe, certifie tous les délégués auprès du gouvernement impérial et permette à un représentant du gouvernement d'assister à toutes les sessions. La conférence s'est retrouvée à consacrer plus de temps à l'évolution des politiques gouvernementales et à la protection des privilèges spéciaux des mennonites. Une tâche importante consistait à convaincre le gouvernement que le mennonitisme était une religion établie et non une secte, étiquette appliquée aux petits groupes religieux régulièrement maltraités au sein de l'empire russe.
Le groupe qui a immigré en Amérique du Nord s'appelait l' Église mennonite de la Conférence générale. Aujourd'hui, les principales branches de l'ancienne Église mennonite de la Conférence générale se sont divisées en Église mennonite du Canada (depuis 2000) et Église mennonite des États-Unis (depuis 2002).

### Kleine Gemeinde
Klaas Reimer et un groupe de dix-huit partisans se séparèrent du groupe principal et formèrent la Kleine Gemeinde (petite congrégation). La principale critique de Reimer était que les dirigeants mennonites s'éloignaient de leur position traditionnelle de non-résistance lorsqu'ils livraient les contrevenants au gouvernement pour les punir, tandis qu'en même temps les dirigeants de l'Église faisaient preuve de laxisme dans l'application de la discipline spirituelle. En 1860, une partie de ce groupe s'installa en Crimée, adopta le baptême par immersion et devint connu sous le nom de Krimmer Mennonite Brethren. Actuellement, le plus grand groupe de Kleine Gemeinde est situé au Mexique. La majorité des congrégations canadiennes sont devenues théologiquement évangéliques au milieu du XXe siècle et sont maintenant appelées la Conférence évangélique mennonite.

### Fraternité mennonite
Les influences piétistes, introduites plus tôt parmi les mennonites de Prusse occidentale, furent transplantées dans la colonie de Molotschna. Le curé d'une congrégation voisine, Eduard Wüst (ou Wuest), renforça ce piétisme. Wüst était un revivaliste qui mettait l'accent sur la repentance et le Christ comme sauveur personnel, influençant les catholiques, les luthériens et les mennonites de la région. Il s'est associé à de nombreux dirigeants mennonites, dont Leonhard Sudermann.
En 1859, Joseph Höttmann, un ancien associé de Wüst rencontra un groupe de mennonites pour discuter des problèmes au sein du corps mennonite principal. Leur discussion était centrée sur la participation à une communion fermée avec des membres d'église impies ou non convertis et sur le baptême des adultes par immersion.
L' Église des frères mennonites a officiellement rompu avec l'Église principale le 6 janvier 1860, lorsque ce groupe croissant de dissidents présenta un document aux anciens des églises mennonites de Molotschna qui indiquait « que la fraternité mennonite s'est totalement décomposée au point que nous ne pouvons plus en faire davantage partie » et craignez « l’approche d’un jugement inévitable de Dieu ». Le mouvement des Frères Mennonites s'est répandu dans toutes les colonies mennonites et produisit de nombreux dirigeants distingués, en particulier à Molotschna. En brisant les schémas religieux et culturels qui étaient devenus un obstacle à la société mennonite, la contribution des frères mennonites permis à tous les groupes mennonites de poursuivre une vie chrétienne plus sereine.

### Ancienne colonie
À ne pas confondre avec les Mennonites de l'Ancien Ordre, qui sont principalement d'origine suisse-allemande, le nom Mennonites de l'Ancienne Colonie (en allemand : Altkolonier-Mennoniten) fait référence à une partie du mouvement mennonite russe qui descend de colons ayant émigré de la colonie de Chortitza, par opposition à la colonie Molotschna légèrement plus récente, en Russie et sont théologiquement conservateurs. Les mennonites d'Old Colony se composent d'un certain nombre de groupes encore assez conservateurs, notamment Sommerfelder, Reinlander et Old Colony, ainsi que de groupes qui ne sont plus aussi conservateurs comme la Conférence mennonite chrétienne (anciennement la conférence mennonite Chortitzer), qui est évangélique dans sa doctrine.

## Culture
La plupart des mennonites russes ne résident plus en Russie, la majorité étant répartie dans les Amériques. Les mennonites russes sont diversifiés en termes de théologie et de tenue vestimentaire, tandis que beaucoup se sont largement assimilés à la culture américaine, canadienne ou mexicaine. La langue Plautdietsch, certains plats de la cuisine mennonite tels que le vereniki, le zwieback et la saucisse fermière et certains noms de famille courants tels que Reimer, Friesen, Penner et des dizaines d'autres sont toujours partagés par de nombreux mennonites russes, assimilés ou non. Les mennonites russes, en particulier au Canada, ont également écrit de nombreuses œuvres littéraires bien connues.

## Terminologie
De nombreux mennonites, en particulier dans l'ouest du Canada, utilisent le terme « mennonite russe » comme terme de culture ou d'origine ethnique faisant référence à leurs ancêtres et à leur héritage néerlandais et prussien, même s'ils n'ont jamais vécu eux-mêmes en Russie. Le terme ne signifie cependant pas qu’ils sont ethniquement russes, mais fait référence au pays dans lequel ils vivaient avant d’immigrer vers les Amériques. « Mennonites du bas allemand » est également utilisé afin d'éviter cette confusion.
Les mennonites russes peuvent être divisés en plusieurs groupes et étiquettes en fonction de l'histoire de l'immigration. Le terme « Kanadier » fait référence aux mennonites russes arrivés au Canada dans les années 1870, dont certains ont ensuite déménagé au Mexique. L’étiquette « Russe » fait référence aux mennonites russes arrivés en Amérique dans les années 1920. Ceux qui ont quitté l'Europe après la Seconde Guerre mondiale étaient souvent appelés « personnes déplacées », bien que ce terme ne soit pas spécifique aux mennonites. Le terme « Aussiedler » fait référence aux mennonites russes qui sont restés en Union soviétique tout au long du XXe siècle avant de partir pour l'Allemagne ou les Amériques après l'effondrement de l'Union soviétique.